# DRT Entertainment
DRT Entertainment (Digital Retro Technology Entertainment) – niezależna wytwórnia płytowa założona w 2003 w Nowym Jorku przez Dereka Shulmana, Rona Urbana i Theodore’a „Teda” Greena. Obecnie jedynym właścicielem jest Derek Shulman.

Dystrybutorem dla wytwórni jest należąca do Universal Music Group Fontana Distribution. Dystrybutorem DRT jest także kanadyjski oddział Universal Music Group oraz inne firmy dystrybucyjne na całym świecie, wliczając w to niemiecki Soulfood i japońskie JVC.

## Lista artystów
- 36 Crazyfists
- Artimus Pyledriver
- Lit
- Aphasia
- American Head Charge
- Blindside
- Clutch
- Fu Manchu
- John Wesley Harding
- Edwin McCain
- Powerman 5000
- Rikets
- Seven Mary Three
- SOiL
- The Rasmus
- U.P.O.
- Lynam